# Sans mobile apparent
Sans mobile apparent is een Frans-Italiaanse film van Philippe Labro die werd uitgebracht in 1971.
Het scenario is gebaseerd op de roman Ten Plus One (1963) van Evan Hunter (verschenen onder de naam Ed McBain, een van zijn pseudoniemen).

## Verhaal
In Nice wordt Tony Forest, een rijke vastgoedpromotor, in zijn tuin afgemaakt door een man met een scherpschuttersgeweer. Enig motief lijkt er niet te zijn. Inspecteur Stéphane Carella wordt belast met het onderzoek. Kort daarop worden twee andere mannen, ook zonder aanleiding, vermoord. Carella staat voor een schier onmogelijke opdracht. 
Sandra, Forests stiefdochter, speelt hem echter het dagboek van haar stiefvader door. In het dagboek steekt een lijst met diens minaressen. Carella herkent de naam van een van die vrouwen, Jocelyne Rocca, want ook hij is haar minnaar geweest. Hij nodigt Jocelyne uit bij hem thuis en verneemt dat zij de drie vermoorde mannen kende. Hij begint voor haar leven te vrezen.

## Rolverdeling
| Acteur                 | Personage                   |
| ---------------------- | --------------------------- |
| Jean-Louis Trintignant | inspecteur Stéphane Carella |
| Dominique Sanda        | Sandra Forest               |
| Laura Antonelli        | Juliette Vaudreuil          |
| Carla Gravina          | Jocelyne Rocca              |
| Stéphane Audran        | Hélène Vallée               |
| Jean-Pierre Marielle   | Perry Rupert-Foote          |
| Sacha Distel           | Julien Sabirnou             |
| Paul Crauchet          | Francis Palombo             |
| Gilles Segal           | Di Bozzo                    |
| Erich Segal            | Hans Kleinberg              |
| André Falcon           | de 'sous-préfet'            |